# Сретенский бульвар (станция метро)
«Сре́тенский бульва́р» — станция Люблинско-Дмитровской линии Московского метрополитена. Открыта 29 декабря 2007 года на действующем перегоне между станциями «Чкаловская» и «Трубная». Своё название станция получила по одноимённому бульвару, территориально расположена под Тургеневской площадью.

## История строительства
Станция строилась в составе участка «Чкаловская» — «Трубная». Возведение конструкций станции началось ещё в 1990 году, однако через некоторое время было прекращено. Возобновление строительства началось в 2004 году в связи с возобновившимся финансированием и для предотвращения опасности разрушения всего пересадочного узла «Тургеневская» — «Чистые пруды» — «Сретенский бульвар». Опасность аварии возникла из-за того, что строительные конструкции сооружались изначально временными, с расчётом срока службы в 2—3 года, тогда как при почти полном прекращении финансирования отдельные крепи служили более 8 лет без замены.
Изначально планировалось открыть станцию вместе с «Трубной», которая открылась 30 августа 2007 года, но из-за проблем со строительством наклонного хода на пересадку пуск станции был перенесён на конец года. 29 декабря 2007 года в 12:00 станция приняла первых пассажиров. «Сретенский бульвар» стал 174-й станцией Московского метрополитена.
В связи с небольшой задержкой поставки эскалаторов с санкт-петербургского завода, станция открылась только с одной пересадкой на «Тургеневскую», затем 13 января 2008 года открылся переход на «Чистые пруды».
До мая 2011 года «Сретенский бульвар» был единственной станцией Московского метрополитена, у которой отсутствовал прямой выход в город, а выйти можно было только через станции «Тургеневская» и «Чистые пруды». Де-факто она осталась таковой и в настоящее время, так как совмещённый с «Тургеневской» вестибюль, встроенный в подземный переход, соединён эскалаторным наклоном с накопительной площадкой между путевыми залами станции «Тургеневская», а переходные коридоры дважды пересекают путевые залы. Церемония открытия состоялась 31 мая 2011 года.

## Оформление
Путевые стены и пилоны станции облицованы светлым мрамором. Напольное покрытие платформы выполнено из гранита светло-серого и чёрного цветов. В отделке станции (в третий раз (после станций «Маяковская» Замоскворецкой линии и «Медведково» Калужско-Рижской линии)) используется нержавеющая сталь. На всём протяжении станции средний и боковые залы разделены пилонами с нишами, в которые установлены 24 панно художника Ивана Лубенникова, представляющие собой плоские аппликации, прикреплённые поверх мраморных плит. Это стальные силуэтные элементы с травлеными изображениями горожан, деревьев, видов Бульварного кольца, а также его атрибутов: вазонов, памятников Пушкину, Гоголю, Тимирязеву и так далее. Аппликации были изготовлены на комбинате декоративно-монументального искусства. Благодаря специальной технике изготовления они выглядят не как чёрно-белая графика, а имеют довольно сдержанные охристые земляные цвета. Каждая картина — самостоятельное произведение, несущее определённую информацию.
Необычно архитектурное решение пересадок — для эскалаторов специально разработаны светильники, а граница между стеной и полом практически отсутствует благодаря закруглениям — стена плавно переходит в пол.
Освещение обоих залов люминесцентное: в центральном зале светильники установлены за карнизами между пилонами, а также над центром каждого пилона для освещения металлических композиций. В перронных залах лампы расположены за карнизами водозащитно-декоративных зонтов специальной формы из стеклопластика.

## Пересадки и выход в город
Из северного торца центрального зала станции можно перейти на станцию «Тургеневская» Калужско-Рижской линии. Из перехода между станциями можно по эскалаторам подняться в подземный вестибюль, расположенный под Тургеневской площадью, в начале проспекта Академика Сахарова. Там смонтированы 4 эскалатора типа Е55Т, с улучшенными техническими характеристиками: надёжнее, безопаснее, с более мягким ходом; длина эскалатора (от верхней входной площадки до нижней входной площадки) составляет 79 метров (изначально сообщалось о длине 100 метров); а также — венткиоск.
Южный торец ведёт к пересадке на станцию «Чистые пруды» Сокольнической линии (с севера). На том месте, куда теперь выходит пересадка, ранее располагался памятник Кирову (до 1990 года станция носила название «Кировская») работы М. Г. Манизера, поставленный в 1935 году. Реставрация и открытие памятника на новом месте, в переходе между «Тургеневской» и «Сретенским бульваром», завершились к концу апреля 2008 года.
Открытие собственного выхода в город состоялось 31 мая 2011 года. Длина эскалатора — 63 метра. Общая длина прохода из вестибюля на платформу — 182 м — самый длинный выход в истории Московского метрополитена. Внутреннее оформление вестибюля выполнено при помощи разноцветных фигур играющих детей и усиленного освещения.

## Наземный общественный транспорт
На этой станции можно пересесть на следующие маршруты городского пассажирского транспорта:
- Автобусы: с633, 913, н15
- Трамваи: А, 3, 39

## Пассажиропоток
Согласно расчётам пассажиропоток по станции составляет 10,8 тыс. человек на вход и 20,1 тыс. человек на выход. «Сретенский бульвар» и введённая четырьмя месяцами ранее «Трубная» существенно разгрузили Кольцевую линию на участке «Комсомольская» — «Курская», соединив Калужско-Рижскую, Сокольническую и Серпуховско-Тимирязевскую линии с Люблинско-Дмитровской линией и создав в пределах Кольцевой линии новый двойной пересадочный узел, а также расширив существующий двойной узел до тройного.

## Фотогалерея
| - День открытия станции, 29.12.2007 - Посадочная платформа - Название станции на путевой стене - Пушкинская площадь и памятник А. С. Пушкину - Памятник С. М. Кирову - Светильники - Отправление метропоезда «Яуза». День открытия станции, 29.12.2007 - Состав модели 81-717.5М/714.5М на станции |

## Станция в цифрах
- Таблица времени прохождения первого поезда через станцию[14]:

| По чётным числам               | Будние дни | Выходные дни |
| По нечётным числам             | Будние дни | Выходные дни |
| В сторону станции «Трубная»    | 05:49:00   | 05:49:00     |
| В сторону станции «Трубная»    | 05:56:00   | 05:56:00     |
| В сторону станции «Чкаловская» | 05:49:00   | 05:49:00     |
| В сторону станции «Чкаловская» | 05:55:00   | 05:55:00     |